# Fockea comaru
Fockea comaru är en oleanderväxtart som först beskrevs av Ernst Meyer, och fick sitt nu gällande namn av Nicholas Edward Brown. Fockea comaru ingår i släktet Fockea och familjen oleanderväxter. Inga underarter finns listade i Catalogue of Life.